# والتر فون إيبرهارت
والتر فون إيبرهارت (بالألمانية: Walter von Eberhardt)‏ هو جندي وضابط ألماني، ولد في 7 يناير 1862 في برلين في ألمانيا، وتوفي في 7 يناير 1944 في فيرنيغيروده في ألمانيا.